# Bothus

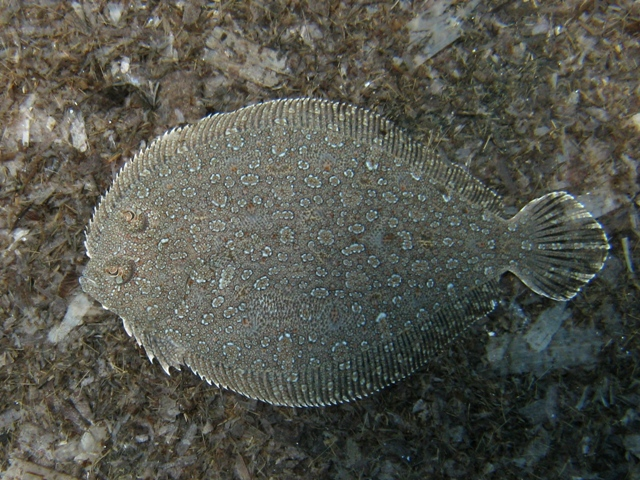
Individuo femminile di Bothus podas

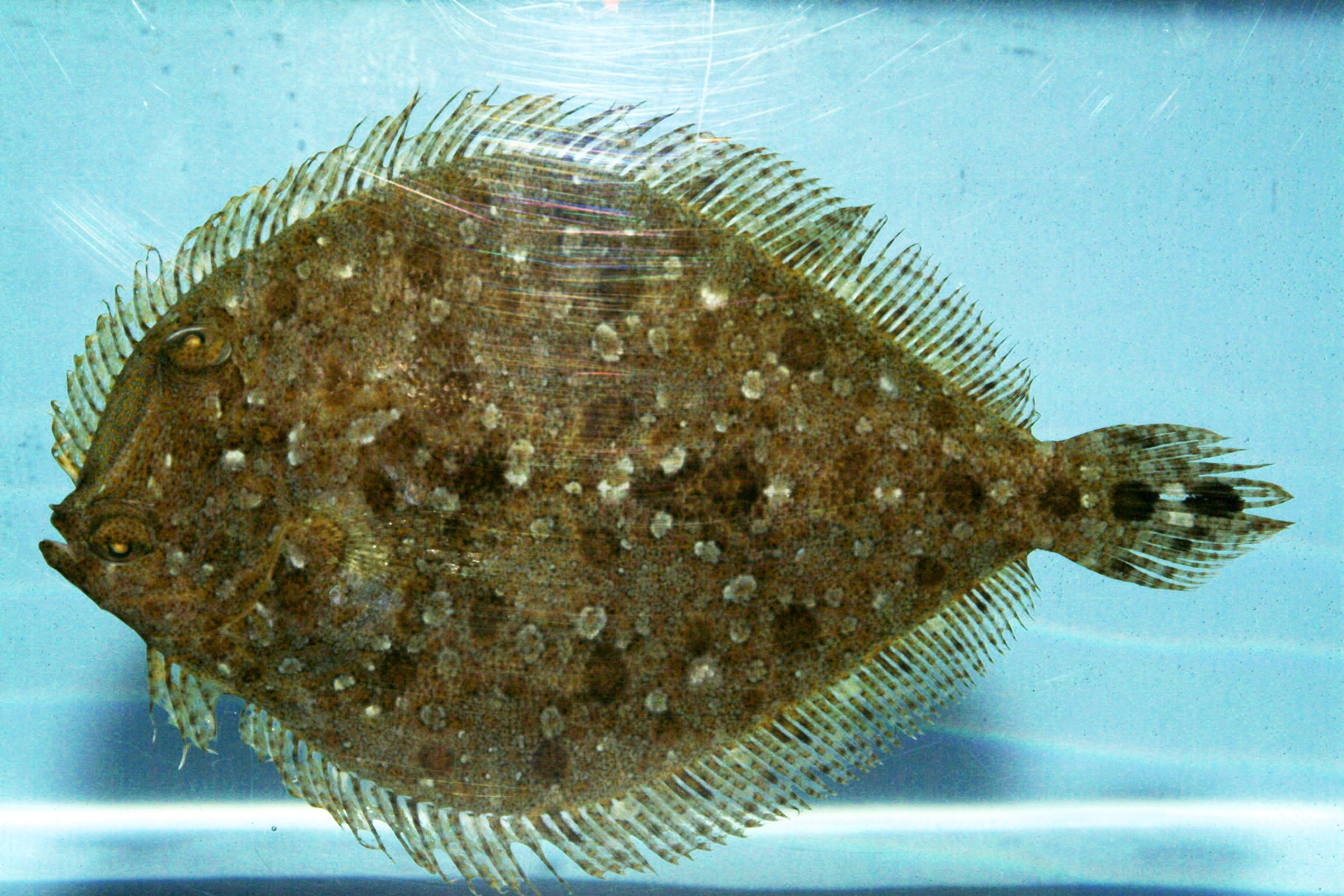
Individuo maschile di Bothus robinsi

Bothus è un genere di pesci ossei marini appartenenti alla famiglia Bothidae.

## Distribuzione e habitat
Le specie del genere si trovano in tutti i mari e gli oceani tropicali e subtropicali, poche si incontrano anche in acque temperate o fredde. Nel mar Mediterraneo è comune Bothus podas o rombo di rena.
Sono in prevalenza pesci strettamente costieri che vivono su fondi sabbiosi o detritici.

## Descrizione
Questi pesci, essendo pesci piatti hanno il caratteristico aspetto asimmetrico con entrambi gli occhi sullo stesso lato del corpo. Questo genere è caratteristico per lo spiccato dimorfismo sessuale: i maschi hanno occhi molto distanti fra loro e, spesso, la pinna pettorale sinistra molto sviluppata.
La colorazione è mimetica ma può essere molto contrastata.
La taglia è modesta, possono raggiungere, ma solo eccezionalmente, i 40 cm di lunghezza.

## Specie
- Bothus assimilis
- Bothus constellatus
- Bothus ellipticus
- Bothus guibei
- Bothus leopardinus
- Bothus lunatus
- Bothus maculiferus
- Bothus mancus
- Bothus mellissi
- Bothus myriaster
- Bothus ocellatus
- Bothus pantherinus
- Bothus podas
- Bothus robinsi
- Bothus swio
- Bothus tricirrhitus